# Solution Tech-Vini Fantini
La Solution Tech Vini Fantini, nota in passato come Corratec Selle Italia e Corratec Vini Fantini, è una squadra maschile italiana di ciclismo su strada. Attivo a livello UCI dal 2022, è diretta da Serge Parsani e detiene licenza di team ProTeam; ha sede a Montecatini Terme, in Toscana, ed è sponsorizzata dal costruttore di biciclette Corratec.
Nella prima stagione di attività la squadra ha colto diverse vittorie, tra cui due in gare di classe 2.1: una tappa del Tour of Antalya con Dušan Rajović e una frazione del Sibiu Cycling Tour con Stefano Gandin.

## Cronistoria

### Annuario
| Anno | Codice | Nome                                                                                              | Cat. | Biciclette | Dirigenza                                                                                                 |
| ---- | ------ | ------------------------------------------------------------------------------------------------- | ---- | ---------- | --- |
| 2022 | COR    | Team Corratec                                                                                     | CT   | Corratec   | Manager: Serge Parsani Dir. sportivi: Francesco Frassi, Marco Zamparella                                  |
| 2023 | COR    | Team Corratec (fino al 1º maggio) Corratec Selle Italia (dal 2 maggio)                            | PRT  | Corratec   | Manager: Serge Parsani Dir. sportivi: Serge Parsani, Francesco Frassi, Fabiana Luperini, Marco Zamparella |
| 2024 | COR    | Corratec Selle Italia (fino al 21 gennaio) Corratec Vini Fantini (dal 22 gennaio)                 | PRT  | Corratec   | Manager: Serge Parsani Dir. sportivi: Francesco Frassi, Fabiana Luperini, Marco Zamparella                |
| 2025 | TFT    | Toscana Factory Team Vini Fantini (fino all'8 gennaio) Solution Tech Vini Fantini (dal 9 gennaio) | PRT  | Corratec   | Manager: Serge Parsani Dir. sportivi: Leonardo Canciani, Filippo Fuochi, Marco Zamparella                 |

## Palmarès
Aggiornato al 6 maggio 2023.

### Grandi Giri
- Giro d'Italia

Partecipazioni: 1 (2023)
Vittorie di tappa: 0
Vittorie finali: 0
Altre classifiche: 0
- Tour de France

Partecipazioni: 0
Vittorie di tappa: 0
Vittorie finali: 0
Altre classifiche: 0
- Vuelta a España

Partecipazioni: 0
Vittorie di tappa: 0
Vittorie finali: 0
Altre classifiche: 0

### Campionati nazionali
- Campionati serbi: 3

In linea: 2022 (Dušan Rajović)
Cronometro: 2022, 2025 (Dušan Rajović)

## Organico 2025
Aggiornato al 1° agosto 2025.

### Staff tecnico
|  | Naz.              | Ruolo  | Sportivo          |  |  |  |
|  | ----------------- | ------ | ----------------- |  |  |  |
|  | Italia (bandiera) | GM, DS | Serge Parsani     |  |  |  |
|  | Italia (bandiera) | DS     | Leonardo Canciani |  |  |  |
|  | Italia (bandiera) | DS     | Filippo Fuochi    |  |  |  |
|  | Italia (bandiera) | DS     | Marco Zamparella  |  |  |  |

### Rosa
|  | Naz.                     |  | Sportivo           | Anno |  |  |
|  | ------------------------ |  | ------------------ | ---- |  |  |
|  | Giappone (bandiera)      |  | Yukiya Arashiro    | 1984 |  |  |
|  | Italia (bandiera)        |  | Davide Baldaccini  | 1998 |  |  |
|  | Italia (bandiera)        |  | Samuel Bertolli    | 2005 |  |  |
|  | Ucraina (bandiera)       |  | Kyrylo Carenko     | 2003 |  |  |
|  | Italia (bandiera)        |  | Valerio Conti      | 1993 |  |  |
|  | Svizzera (bandiera)      |  | Valentin Darbellay | 1997 |  |  |
|  | Serbia (bandiera)        |  | Đorđe Đurić        | 1998 |  |  |
|  | Paesi Bassi (bandiera)   |  | Etienne van Empel  | 1994 |  |  |
|  | Italia (bandiera)        |  | Filippo Fortin     | 1989 |  |  |
|  | Panama (bandiera)        |  | Roberto González   | 1994 |  |  |
|  | Italia (bandiera)        |  | Alessandro Iacchi  | 1999 |  |  |
|  | Giappone (bandiera)      |  | Genji Iwamura      | 2006 |  |  |
|  | Italia (bandiera)        |  | Giulio Masotto     | 1999 |  |  |
|  | Nuova Zelanda (bandiera) |  | Felix James Meo    | 1997 |  |  |
|  | Italia (bandiera)        |  | Marco Murgano      | 1998 |  |  |
|  | Italia (bandiera)        |  | Tommaso Nencini    | 2000 |  |  |
|  | Ucraina (bandiera)       |  | Mark Padun         | 1996 |  |  |
|  | Italia (bandiera)        |  | Andrea Piras       | 2002 |  |  |
|  | Italia (bandiera)        |  | Lorenzo Quartucci  | 1999 |  |  |
|  | Serbia (bandiera)        |  | Dušan Rajović      | 1997 |  |  |
|  | Italia (bandiera)        |  | Joann Rolando      | 2006 |  |  |
|  | Panama (bandiera)        |  | Carlos Samudio     | 1997 |  |  |
|  | Italia (bandiera)        |  | Kristian Sbaragli  | 1990 |  |  |
|  | Gran Bretagna (bandiera) |  | Mark Stewart       | 1995 |  |  |
|  | Svizzera (bandiera)      |  | Jan Stöckli        | 1999 |  |  |
|  | Svizzera (bandiera)      |  | Arnaud Tissières   | 1996 |  |  |
|  | Uzbekistan (bandiera)    |  | Nikita Tsvetkov    | 2005 |  |  |
|  | Italia (bandiera)        |  | Luca Verrando      | 2004 |  |  |
|  | Italia (bandiera)        |  | Attilio Viviani    | 1996 |  |  |
|  | Italia (bandiera)        |  | Samuele Zambelli   | 1998 |  |  |